# کاستور اسپورتس
کاستور اسپورتس (انگلیسی: Castore) شرکت تجهیزات ورزشی و پوشاک بریتانیایی است، که در سال ۲۰۱۵ توسط فیلیپ بیهون تأسیس شد.